# Canadien Pacifique Kansas City
Canadien Pacifique Kansas City Limitée, faisant affaire sous le nom de CPKC (connue sous le nom de Chemin de fer Canadien Pacifique Limitée jusqu'en 2023), est une société de portefeuille ferroviaire canadienne. Par l'intermédiaire de ses principales filiales ferroviaires d'exploitation, le Chemin de fer Canadien Pacifique (CP) et le Chemin de fer du Sud de Kansas City (KCS), elle exploite environ 20 000 milles (32 186,88 km) de chemin de fer au Canada, au Mexique et aux États-Unis, et est la seule société ferroviaire à ligne unique à avoir jamais relié les trois pays. Le siège social du CPKC est situé à Calgary et est dirigé par le président et chef de la direction Keith Creel (en).

## Histoire

### Prédécesseurs et formation
Le Canadien Pacifique (CP) a annoncé le 21 mars 2021 qu'il prévoyait d'acheter Kansas City Southern (KCS) pour 29  milliard $ US.
Trente jours plus tard, le Canadien National (CN) a émis une offre concurrente de 33,7 milliards de dollars. Mais en août, la Surface Transportation Board (STB) des États-Unis a bloqué l'accord avec le CN, jugeant que la société ne pouvait pas utiliser une fiducie de vote pour prendre le contrôle de KCS car cela pourrait réduire la concurrence dans le secteur ferroviaire.
Le 12 septembre 2021, KCS a accepté une nouvelle offre de 31 milliards $ US du CP et a mis fin à son accord avec le CN. Les actionnaires de KCS ont voté pour approuver la fusion le 10 décembre 2021. La STB avait déjà décidé que le projet du CP d'utiliser une fiducie de vote pour prendre le contrôle de KCS n'entraverait pas la concurrence. La fiducie de vote a permis au CP de devenir le propriétaire bénéficiaire de KCS en décembre 2021, mais les deux chemins de fer ont fonctionné indépendamment jusqu'à ce qu'ils reçoivent l'approbation d'une fusion des opérations du STB,. Keith Creel (en), président et chef de la direction de CP, qui deviendrait chef de la direction de la société fusionnée, a choisi le nom de la nouvelle société afin d'honorer la longue et riche histoire des deux principales sociétés prédécesseurs.
Union Pacific et BNSF Railway ont émis des objections à la fusion avec la STB. Les deux sociétés étaient préoccupées par les augmentations de trafic prévues par CPKC et ont déclaré qu'elles pourraient provoquer des embouteillages sur les voies appartenant à UP qui traversent la région de  Houston (subdivisions Houston, West Belt, East Belt, Beaumont, Harrisburg et Glidden (en)), où UP et BNSF exploitent une grande quantité de trafic quotidien. (BNSF opère dans la région de Houston grâce à une combinaison de voies qui lui appartiennent et de droits de passage et de transport sur les voies de UP.) CPKC s'appuie sur les droits de passage (en) d' UP entre Beaumont et Rosenberg, et entre Victoria et Robstown pour acheminer ses trains de Beaumont à la frontière mexicaine à Laredo, et cela inclut la traversée de Houston, où les trains KCS et plus tard CPKC ont subi des retards importants en raison du volume important de trafic qu'UP et BNSF opèrent dans la région. Creel, qui a maintenu d'importantes relations de travail avec UP, a déclaré qu'il passerait du temps à Houston pour en apprendre davantage sur les opérations dans toute la région et, par conséquent, collaborerait avec UP pour trouver une solution au problème récurrent des embouteillages.
Lors des audiences du STB, CP et KCS ont défendu leur proposition de fusion, arguant qu'Houston dispose d'une capacité suffisante pour supporter les augmentations de trafic prévues. Creel a fait valoir qu'à l'extrémité ouest d'Englewood Yard, la gare de triage principale de l'UP à Houston, les voies de réception et de départ pourraient être allongées pour accueillir des trains plus longs. UP a répondu que même s'ils avaient un plan pour agrandir la gare de triage, ils ne pouvaient pas continuer tant que les problèmes environnementaux existants, découlant de la contamination par la créosote qui a affecté la zone autour d'Englewood, n'étaient pas résolus (Southern Pacific a exploité pendant des décennies une installation à Englewood pour traiter les traverses de chemin de fer avec de la créosote, et des déversements accidentels de la substance ont provoqué une grave contamination dans les quartiers entourant la cour ; UP travaille actuellement avec la ville de Houston et l'Agence de protection de l'environnement (EPA) sur un plan de remédiation pour la contamination existante dans la zone). La STB a suggéré, pour servir de médiateur entre les parties en conflit, la possibilité que, dans l'attente de l'approbation de la fusion ou après la fusion, KCS ou éventuellement CPKC, demande à UP des droits de circulation de Texarkana à Laredo via San Antonio et Austin pour rediriger une partie du trafic nord-sud, en contournant Houston.
Les deux sociétés ont exigé que CPKC effectue des travaux de construction sur de nouvelles voies d'évitement sur les deux lignes qui se rejoignent dans la région de Houston et sur la subdivision de Brownsville entre Placedo et Robstown, près de Corpus Christi, où les trains CPKC quittent les voies UP dans le sud du Texas.
Metra s'est également opposé à la fusion, arguant que l'augmentation prévue du trafic retarderait ses trains de voyageurs. Enfin, un groupe de communautés de la banlieue ouest de Chicago ( comté de DuPage, Bartlett, Bensenville, Elgin, Itasca, Hanover Park, Roselle, Wood Dale et Schaumburg ) sur la ligne ouest du district de Milwaukee (en) ont déclaré que la fusion réduirait la qualité de vie et ralentirait le développement économique de leurs communautés,.
Lors des audiences du STB, le Canadien National, qui avait déjà perdu KCS au profit du CP, a présenté un plan visant à acquérir la ligne KCS — l'ancienne Gateway Western (en), qui reliait Kansas City à Springfield, dans l'Illinois ; St. Louis, dans le Missouri ; et East St. Louis, dans l'Illinois — pour la relier à son ancienne subdivision Gilman de l'Illinois Central, et ainsi créer via Springfield et via St. Louis un nouveau corridor entre Kansas City, dans le Michigan, et l'est du Canada. Cela permettrait de contourner Chicago et, selon le plan présenté par le CN, de détourner 80 000 expéditions de camions longue distance vers le rail chaque année. Le plan comprenait l’amélioration du corridor, évaluée à plus de 250 millions de dollars américains. Quelques mois plus tard, le CN a mis fin à ses efforts d'achat de la ligne Springfield pour tenter d'obtenir les droits de passage sur la ligne, toujours avec la même intention de créer le corridor proposé dans le plan original d'achat de la ligne déposé auprès du STB. La STB rejetterait finalement les plans soumis par le CN pour exploiter la ligne de Springfield.
Malgré les objections, la fusion a reçu l’approbation finale le 15 mars 2023. Elle a été achevée le 14 avril 2023,,,,.
La fusion a donné naissance au premier et unique chemin de fer à ligne unique reliant le Canada, les États-Unis et le Mexique avec un réseau d'environ 20 000 milles (32 186,88 kilomètres). L’intégration complète des deux chemins de fer devrait prendre jusqu’à trois ans.

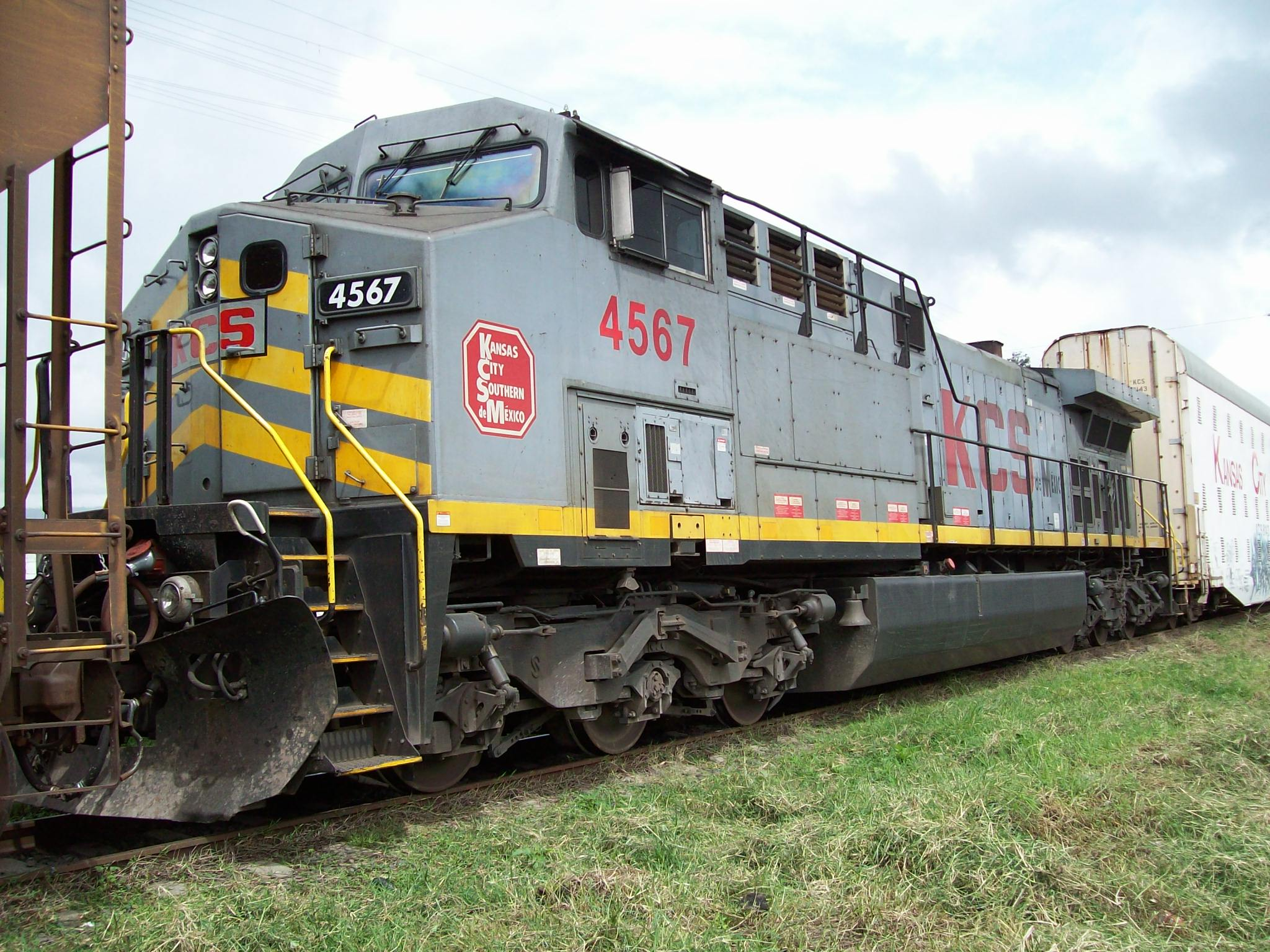
KCSM #4567, un GE AC4400CW du CPKC qui conserve toujours le schéma gris Transportadora Ferroviaria Mexicana (TFM) avec les logos et les lettres KCS de Mexico peints là où se trouvaient les logos TFM

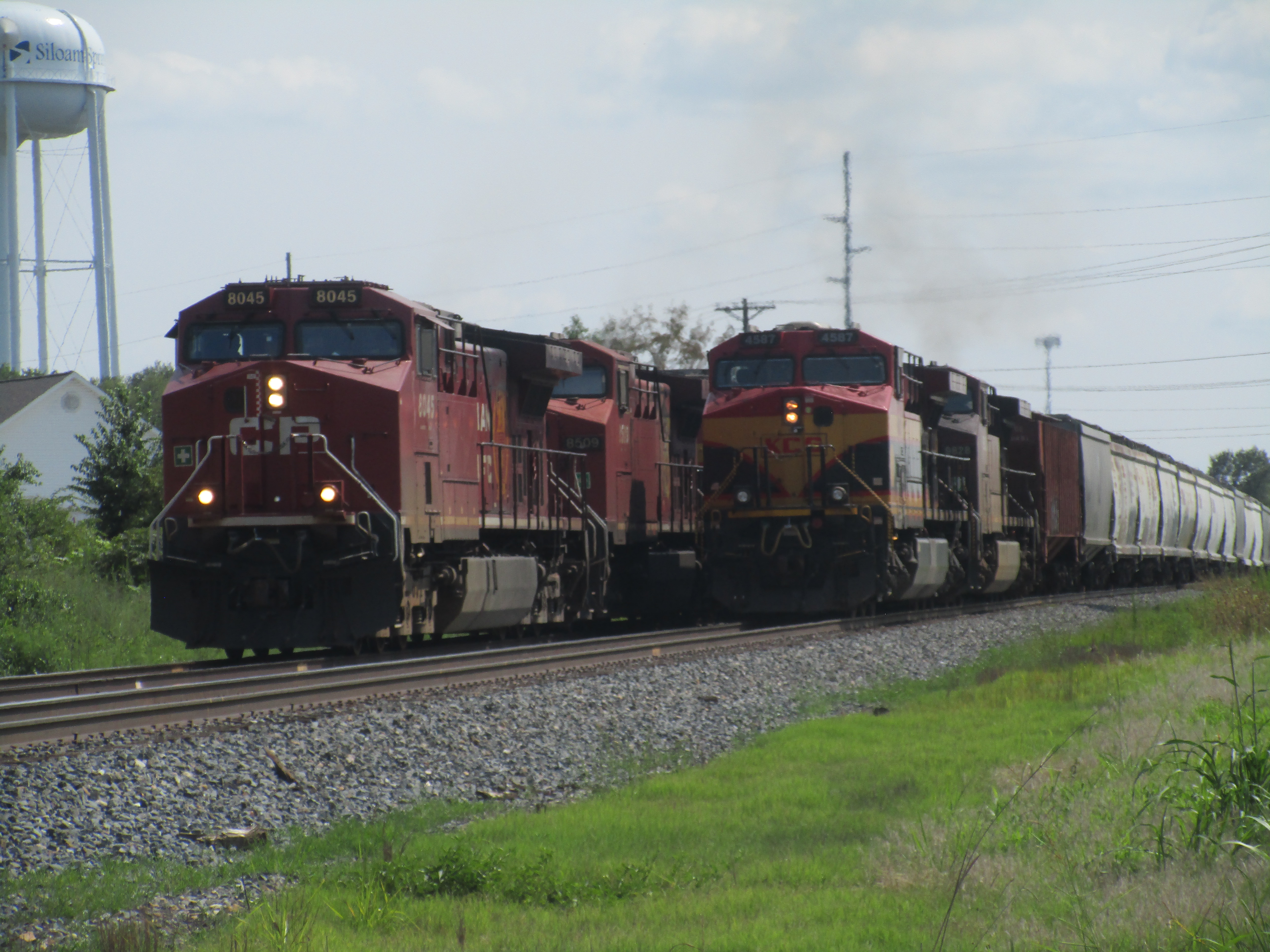
Deux trains unitaires CPKC, l'un de céréales et l'autre de pétrole brut, se rencontrent à Siloam Springs, Arkansas, avec des locomotives des deux chemins de fer précédents.

### Historique de l'après-fusion
Sept jours après la fusion, la société a annoncé avoir décroché son premier contrat majeur, la gestion du trafic intermodal de Schneider National (en) entre les États-Unis et le Mexique. Le 25 avril, elle a signé un accord similaire avec Knight-Swift. L'annonce a été perçue comme confirmant les projections antérieures à la fusion selon lesquelles le service à ligne unique de CPKC lui permettrait de rivaliser dans le corridor Chicago-Mexique qui était dominé par l'Union Pacific et BNSF. En réponse, le 24 avril, Union Pacific a réagi en annonçant un partenariat avec le Canadien National et Grupo México (propriétaire de Ferromex et Ferrosur ) pour travailler ensemble afin d'accélérer l'échange de trafic intermodal entre le Mexique et Chicago ou plus au nord au Canada.
Le 11 mai 2023, CPKC a lancé son service « Mexico Midwest Express (MMX) », numéroté I180 et I181, qui est principalement orienté vers le transport intermodal et automobile, et offre également un temps de trajet approximatif de 98 heures entre Chicago et Kansas City à Monterrey et San Luis Potosi, des temps plus courts que ceux offerts par le service « Falcon Premium » de UP, CN et Grupo México. Auparavant, et dans le cadre des préparatifs pour le lendemain de la fusion, CP et KCS ont lancé une série de services interlignes d'essai entre le port de Lázaro Cárdenas dans l'État mexicain du Michoacán et la cour de triage Bensenville (en) à Chicago.

Le 28 juin 2023, CPKC a annoncé son intention d'acquérir conjointement avec CSX Transportation le Meridian and Bigbee Railroad (en) (MNBR). Le MNBR crée une connexion 168 milles (270,4 km) entre CSX à Montgomery, Alabama et Meridian, Mississippi, où il rejoint le Meridian Speedway (en) en direction ouest. En vertu de l'accord proposé, CPKC acquerrait les 50,4 milles (81,1 km) du segment de la ligne entre Meridian et Myrtlewood, Alabama, dite Western Line, tandis que CSX, dans une transaction presque distincte, reprendra ses opérations sur la dite Eastern Line, entre Myrtlewood et Montgomery, mettant fin au bail actuellement en vigueur avec MNBR. MNBR cessera de fonctionner entre Myrtlewood et Montgomery, bien qu'elle puisse continuer à fonctionner entre Meridian et Myrtlewood et à servir les clients existants sur ce segment de la ligne. Si la STB approuve la transaction, cela fournira une nouvelle connexion directe entre les réseaux des deux sociétés (CSX et CPKC ont déjà des connexions à La Nouvelle-Orléans et à Saint-Louis, Missouri). En compensation, le propriétaire du MNBR, Genesee & Wyoming, recevrait des propriétés CPKC en Alberta ainsi que des droits de passage sur les lignes du CPKC. La connexion via la ligne MNBR permettra au trafic CSX destiné au Mexique d'être livré directement au CPKC, éliminant ainsi le besoin d'un troisième chemin de fer intermédiaire pour acheminer ce trafic. Actuellement, le trafic CSX à destination du Mexique est échangé avec l'Union Pacific à la Nouvelle-Orléans, qui l'achemine ensuite vers la passerelle transfrontalière de Laredo, au Texas, où il est livré au CPKC. La ligne occidentale de MNBR, une fois acquise par CPKC, sera renommée Haverty Subdivision, en l'honneur de l'ancien PDG et président de KCS, Mike Haverty (en), le moteur original de l'idée d'acquérir MNBR il y a plus de deux décennies, pour relier les réseaux ferroviaires KCS et CSX.

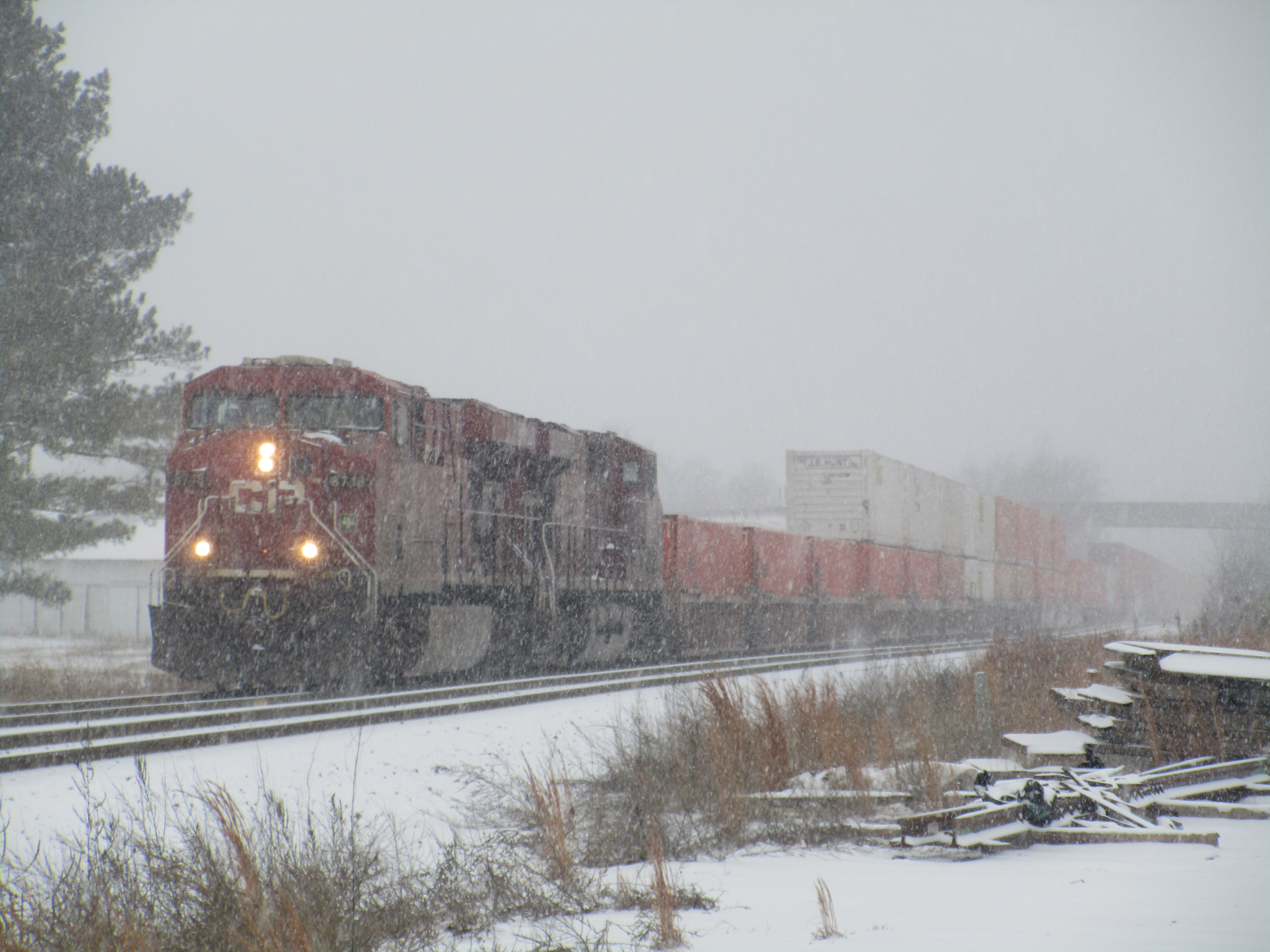
Train CPKC I181 (direction nord) à Gentry, Arkansas

Haverty, qui a été PDG et président de KCS de 1995 à 2015, a été la force motrice de l'expansion de l'entreprise au Mexique pendant son mandat, en acquérant Tex-Mex en 1995 puis, la même année, en remportant avec Transportadora Maritima Mexicana (TMM), la concession du chemin de fer mexicain du nord-est sous le nom de Transportadora Ferroviaria Mexicana (TFM), qui deviendrait finalement le catalyseur de l'acquisition de KCS par le CP.
En octobre 2024, la STB a approuvé l'achat par CPKC de la ligne M&B entre Meridian et Myrtlewood, ainsi que la reprise des opérations par CSX entre Myrtlewood et Burkville. L’accord est entré en vigueur le 16 novembre 2024. Pendant les cinq premières années, CPKC et CSX échangeront deux trains par jour dans chaque direction.
Quelques jours avant que CPKC et CSX ne reprennent l'ancienne ligne M&B, Schneider National, principal partenaire intermodal de CPKC et l'un des principaux partenaires de CSX, a annoncé qu'un nouveau service interligne reliant le Sud-Est (Floride et Géorgie) aux marchés du Texas et du Mexique via la route entre Montgomery et Meridian sera lancé à partir de décembre.

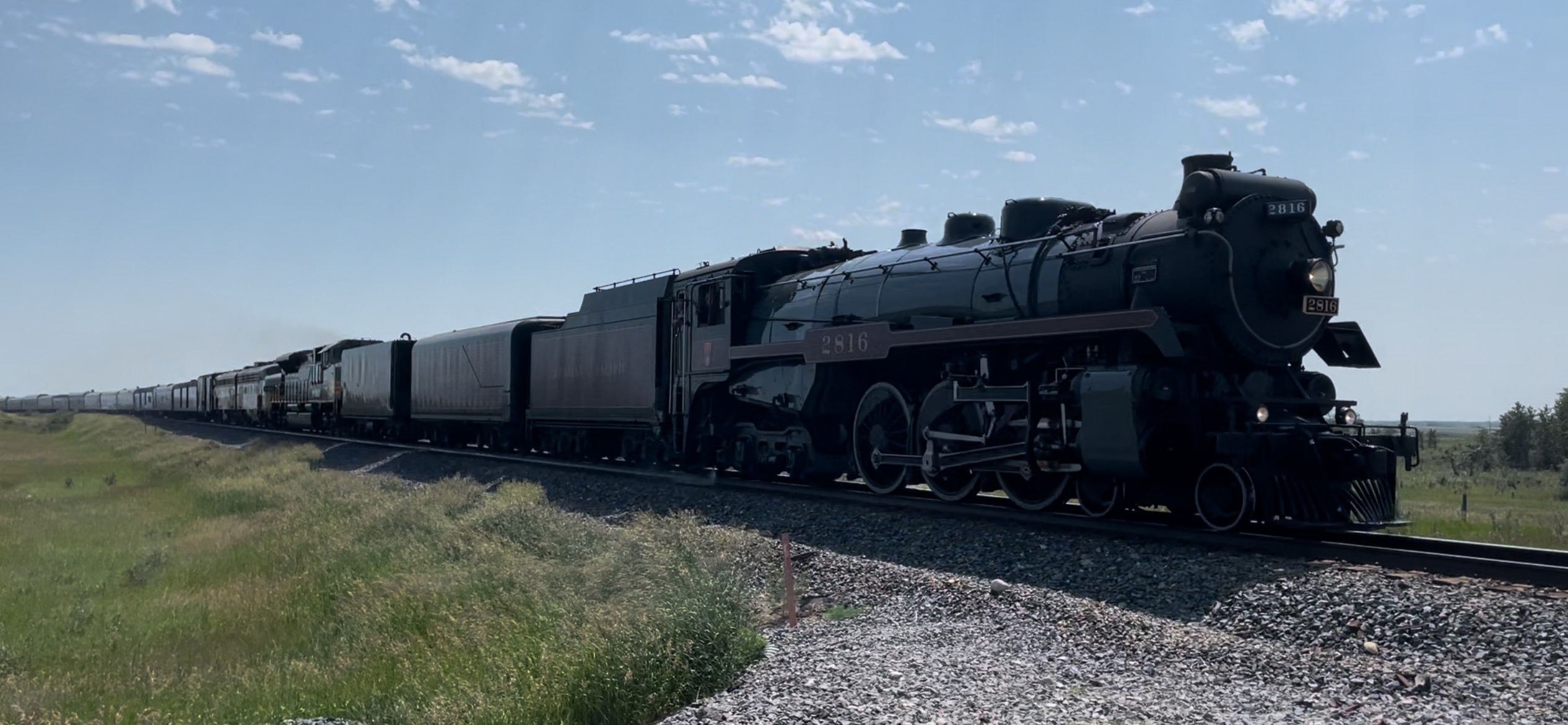
2816 lors de sa tournée finale de crampons à vapeur, le 10 juillet 2024, à Gleichen, en Alberta

Le CN et Amtrak se sont opposés sans succès à l'achat de la ligne M&B, arguant que l'ajout de trafic sur le Meridian Speedway entraînerait des embouteillages. Le CN a demandé à la CPKC de signaler le nombre quotidien de trains circulant sur le Speedway pour savoir s'il y aura effectivement des embouteillages sur la ligne. Amtrak a demandé que la longueur des trains circulant quotidiennement sur la ligne soit ajustée à la longueur des voies d'évitement existantes le long du parcours,.
Les demandes du CN et d'Amtrak ont été rejetées par la STB, au motif que les deux paires de trains quotidiens que CPKC et CSX prévoient d'échanger sur la ligne M&B ne provoqueront pas de congestion sur le Speedway,.

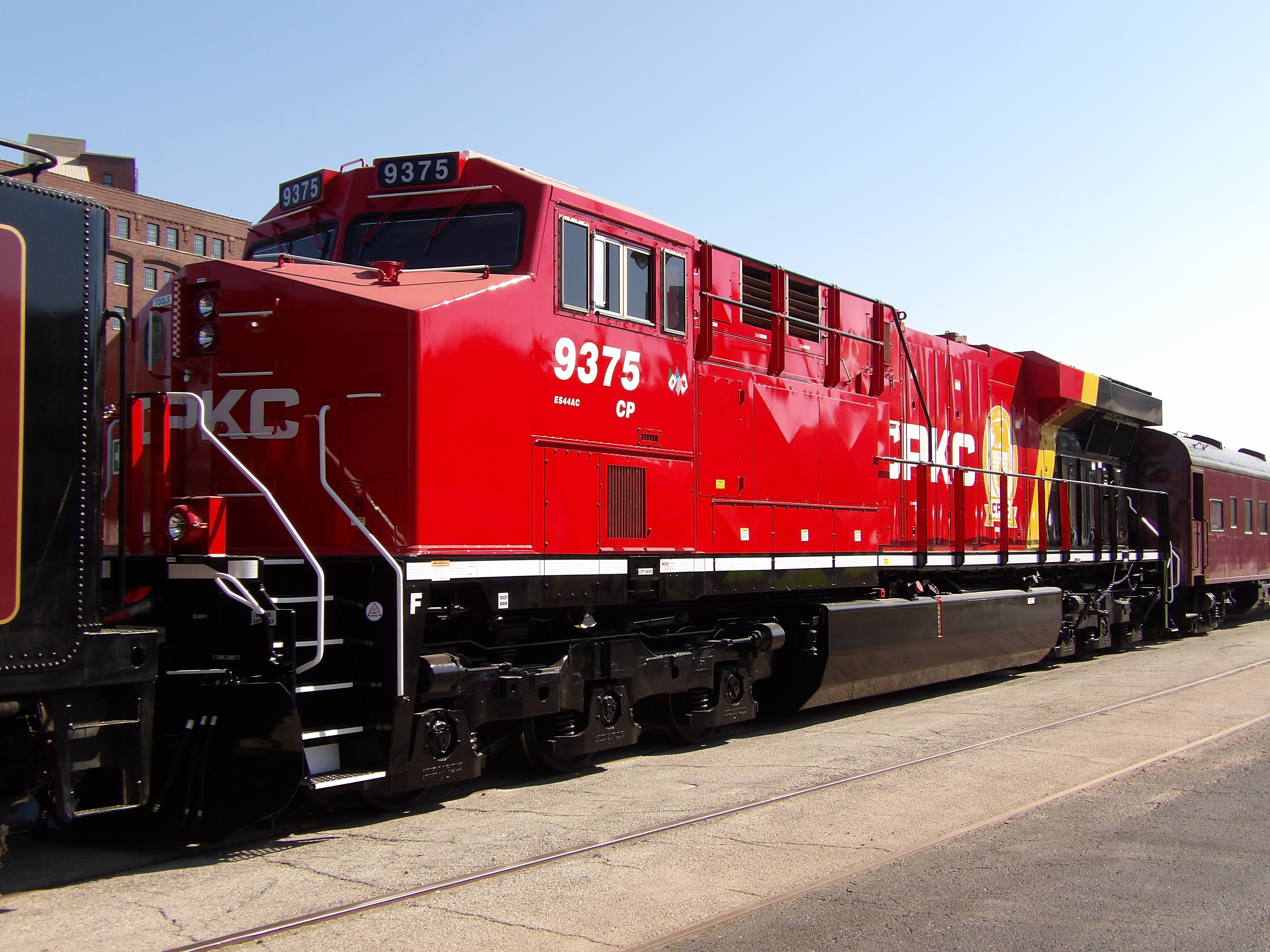
Le CP 9375 est exposé dans le cadre de l'événement « Final Spike tour » 2816 à la gare Union de Kansas City. La 9375 est la première locomotive à recevoir le schéma de peinture d'entreprise CPKC.

En août 2023, UP et CPKC se sont à nouveau affrontés, cette fois au sujet des droits de voie et de transport que KCS détenait autrefois entre « l'extrémité sud » de Kansas City et Council Bluffs, dans l'Iowa, sur les voies UP. Le CPKC a informé la STB que l'UP bloquait les droits de passage et de transport initialement accordés à KCS pour les expéditions de céréales de la région d'Omaha/Council Bluffs vers les ports de la côte du Golfe, et datant de la fusion entre le Missouri-Kansas-Texas Railroad (MKT), mieux connu sous le nom de « The Katy », et l'UP en 1988. CPKC a hérité de ces droits du KCS. L'UP est rapidement intervenue pour remettre en question la présentation faite par la CPKC au Conseil, affirmant que les droits de circulation en question avaient une portée beaucoup plus étroite. Lors de l'acquisition du Katy par UP, l'Interstate Commerce Commission (ICC) a exigé d'UP, comme condition d'approbation de la fusion, qu'elle accorde à d'autres compagnies ferroviaires (dont KCS) des droits de passage et de transport pour opérer dans le corridor Omaha/Council Bluffs-Kansas City, avec la possibilité supplémentaire d'acheminer le trafic céréalier en provenance de cette zone vers le Golfe. UP a informé la STB qu'elle se conformait à la condition initialement imposée par l'ICC pour la fusion avec Katy, « en accordant à KCS des droits de 'North End' (c'est-à-dire des droits d'exploitation dans le corridor Omaha/Council Bluffs-Kansas City) avec des droits auxiliaires de 'South End' (entre Beaumont et Houston/Galveston) dont KCS avait besoin pour fournir un service pleinement concurrentiel pour les expéditions de céréales du nord. » ,
En janvier 2024, Bison Transport, une entreprise de transport intermodal basée à Winnipeg, au Manitoba, a signé un accord majeur avec CPKC capitalisant sur le trafic intermodal transfrontalier croissant de l'entreprise entre le Canada, les États-Unis et le Mexique. Un tel partenariat permettrait un accès immédiat aux services multimodaux transfrontaliers utilisant les corridors ferroviaires de CPKC, tout en profitant de la fiabilité et de la ponctualité des temps de trajet assurés par les trains de CPKC le long de son corridor à voie unique de Chicago au Mexique, principalement le « Mexico Midwest Express » (trains MMX, I180/I181),,.
En avril 2024, dans le cadre des célébrations du premier anniversaire de la compagnie, la locomotive à vapeur CPR n° 2816 (en) connue sous le nom de « The Empress » a été lancée pour une tournée transnationale historique qui a parcouru la majeure partie du réseau de CPKC, commençant le 24 avril à Calgary et se terminant le 7 juin à Mexico,,,. Le 9 juin, elle a commencée son voyage de retour de Mexico à Calgary, où elle est arrivée le 10 juillet,,,.

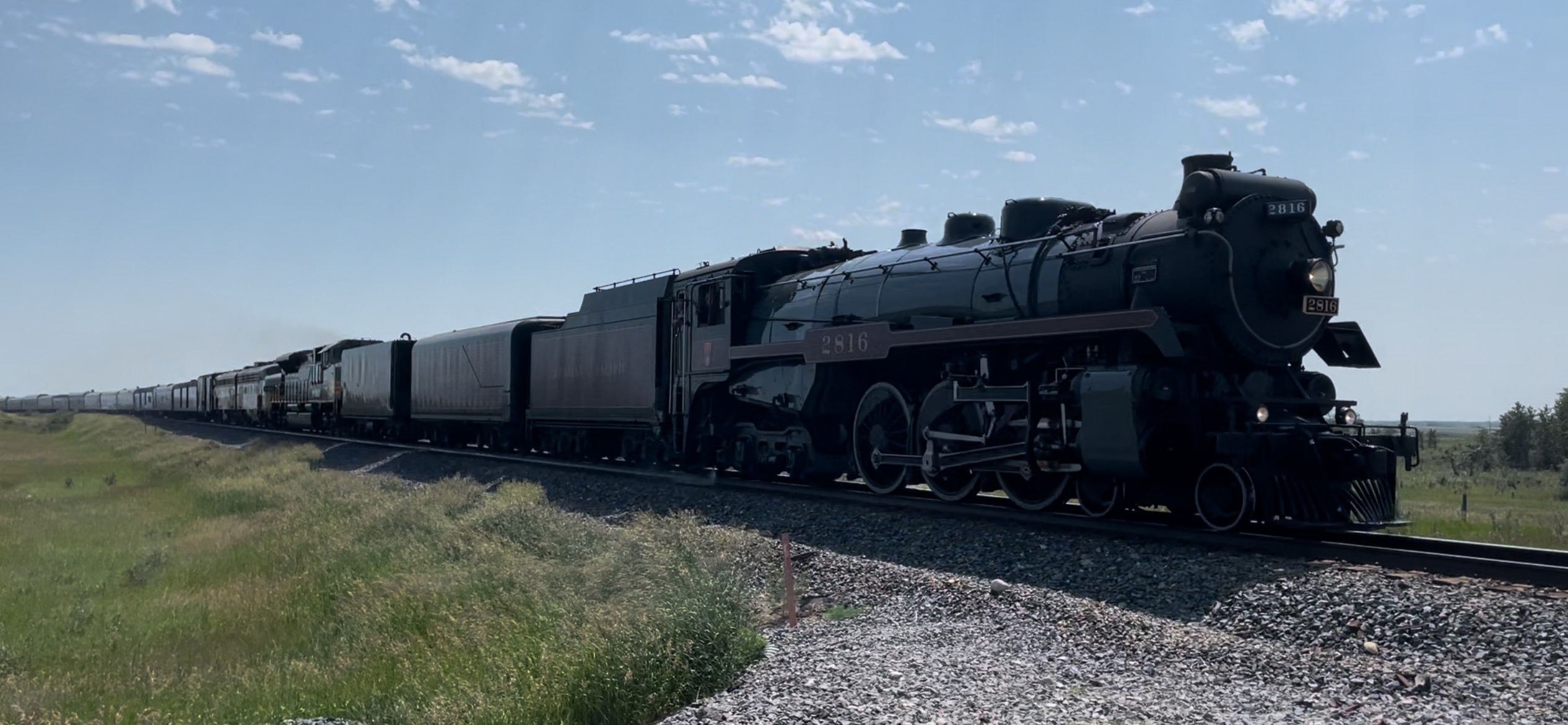
2816 lors de sa tournée « Final Spike Steam tour » le 10 juillet 2024, à Gleichen, en Alberta.

Le CPKC et le Canadien National ont mis en lock-out les travailleurs au Canada du 22 au 26 août 2024 (en), après que les entreprises et la Conférence ferroviaire des Teamsters Canada (en) n'ont pas réussi à conclure une convention collective.
Au Mexique, CPKC a dépensé plus de 75 millions $ pour construire de nouvelles voies d'évitement, des sections à double voie, des voies de contournement, ajouter des voies de triage et créer des aiguillages plus rapides. Ces mesures n’étaient pas initialement prévues dans le cadre de la fusion CP-KCS. Elle travaille à l'amélioration du port de Lázaro Cárdenas (en), en le promouvant également comme une alternative à la congestion de Long Beach, Los Angeles et d'autres ports de la côte ouest pour les expéditions intermodales vers et depuis les terminaux de CPKC à Kendleton, près de Houston, et Wylie, dans la région de Dallas-Fort Worth, et d'autres points desservis par la société.
En décembre 2024, la construction du deuxième pont transfrontalier (en) à Laredo–Nuevo Laredo (en) a été achevée, ce qui mettra fin au goulot d'étranglement créé par l'actuel pont frontalier à voie unique. Le nouveau pont portera le nom du PDG et président de KCS, Patrick « Pat » J. Ottensmeyer, dont on se souvient depuis longtemps. Ottensmeyer, qui a fait pression pour la construction du nouveau pont pendant son mandat chez KCS, déjà dans ses derniers mois à la tête de l'entreprise avant la fusion avec CP, est décédé en juillet 2024, et dans un hommage posthume à sa mémoire, les directeurs de CPKC ont décidé de nommer le nouveau pont d'après l'ancien PDG et président de KCS. Le même mois, le PDG de CPKC, Creel, a rencontré la présidente mexicaine Claudia Sheinbaum Pardo pour fixer la date d'ouverture du pont, prévue pour février 2025, et les détails d'un nouveau train de voyageurs Mexico-San Luis Potosi-Monterrey-Nuevo Laredo qui circulerait principalement sur les voies de CPKC,,. Le nouveau pont de Laredo–Nuevo Laredo a été inauguré le 6 février 2025, comme annoncé par la présidente mexicaine, Claudia Sheinbaum Pardo.
Comme le CP le fait depuis 1999 jusqu'en 2022, CPKC a continué à faire circuler des trains des fêtes de la mi-novembre à décembre, qui sont désormais déployés sur l'ensemble du réseau ferroviaire de l'entreprise grâce au réseau combiné. En 2023 et maintenant en 2024, deux trains des fêtes composés d'anciens matériels roulants CP circulent à l'extrémité centrale et nord du réseau de la compagnie, et deux autres trains composés d'anciens trains Office Car Special (OCS) KCS et KCSM circulent à l'extrémité sud du réseau de la compagnie,,,,,.

## Opérations

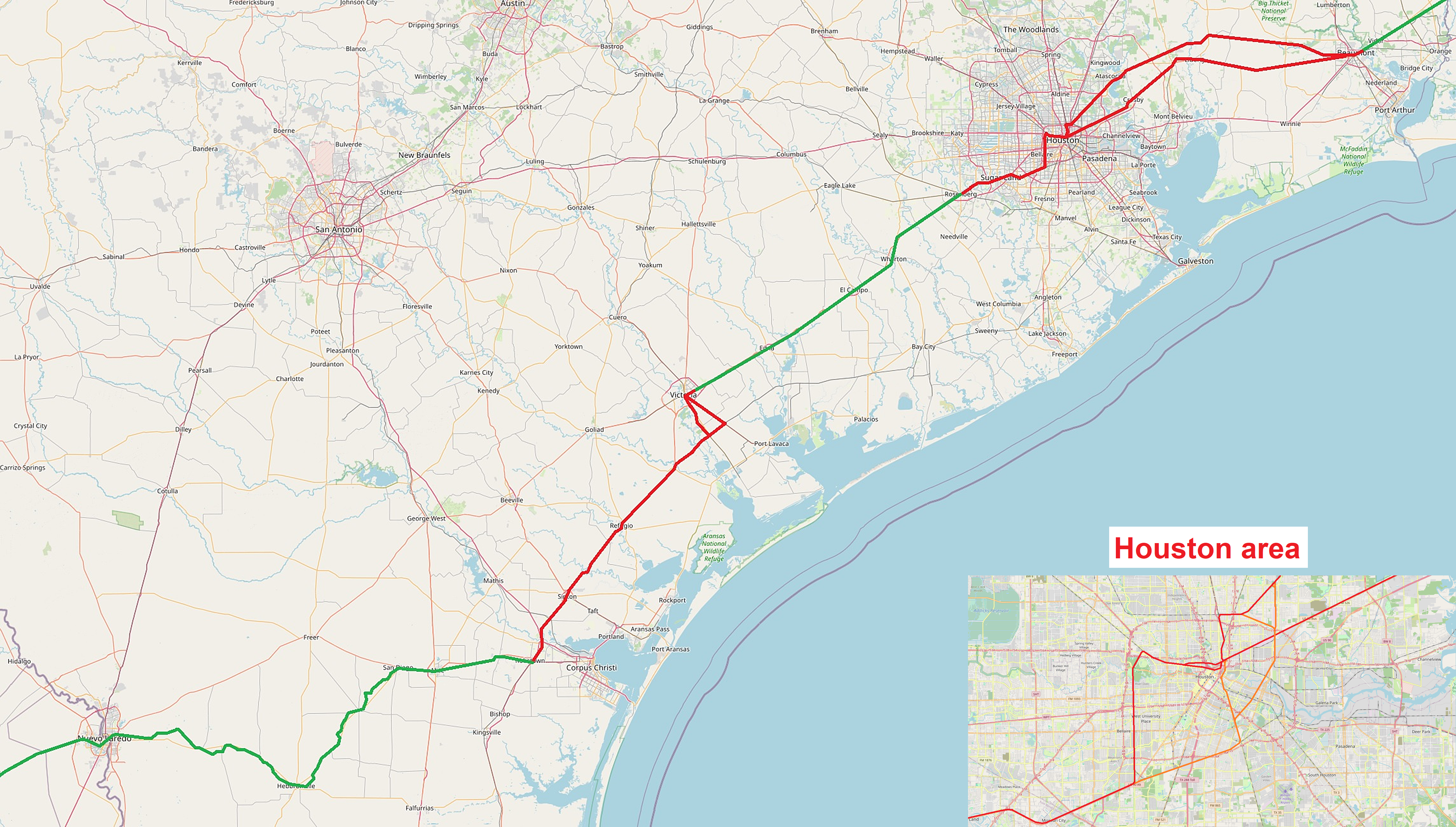
Le corridor international en pleine croissance du CPKC de Beaumont à Laredo : les itinéraires détenus sont marqués en vert, tandis que les secteurs où les trains circulent sous les droits de voie de l'Union Pacific entre Beaumont et Rosenberg (y compris la région de Houston) et entre Victoria et Robstown sont marqués en rouge. Dans le cas du trafic passant par Houston, les itinéraires habituels sont marqués en rouge et les détours utilisés en cas de congestion sur l'itinéraire habituel sont marqués en orange. Entre Beaumont et Houston, les trains CPKC utilisent le système de circulation directionnelle de l'UP, où les trains en direction du nord circulent sur la Subdivision Beaumont et les trains en direction du sud circulent sur la.

Le CPKC exploite environ 20 000 milles (32 186,88 km) de voies ferrées à travers le Canada, le Mexique et les États-Unis. En avril 2023, CPKC comptait environ 20 000 employés. Le siège mondial du CPKC est situé à Calgary, en Alberta, au Canada, avec son siège social américain à Kansas City, dans le Missouri, et son siège social mexicain à Mexico et à Monterrey.
Les dirigeants de l'entreprise ont déclaré que la fusion du CP et du KCS serait "simple" car les chemins de fer ne se touchent qu'à Kansas City et les volumes d'échange étaient relativement faibles, avec environ quatre trains par jour en septembre 2021. Ils ont également indiqué que les deux sociétés utilisaient en grande partie les mêmes systèmes informatiques.
Le chemin de fer dispose de sa propre force de police, la police du Canadien Pacifique Kansas City (en).
Le 3 mai 2025, CP et KCS devraient intégrer leurs opérations en une seule, sous le sigle « CPRS ».

## Commandites
Le CPKC a hérité et renouvelé le parrainage existant du CP pour le tournois de golf Omnium féminin du Canada en juillet 2023, le prolongeant jusqu'en 2026.
En octobre 2023, le CPKC et le Kansas City Current de la National Women's Soccer League ont annoncé un accord de 10 ans sur les droits de dénomination du nouveau stade du Current à Kansas City, dans le Missouri, le premier stade jamais construit spécifiquement pour une équipe sportive féminine professionnelle,.